# Сухарев, Валерий Владимирович
Валерий Владимирович Сухарев (род. 1967 г.) — украинский поэт, журналист и переводчик, музыкант. Живёт в г. Одессе. Член Южнорусского Союза Писателей (2004), Одесской областной организации Конгресса литераторов Украины (2007), Одесской областной организации Межрегионального союза писателей Украины (2008).

## Биография
В 1984 году поступил на русское отделение филологического факультета Одесского Государственного университета им. И. И. Мечникова. С 14-ти лет работал на сцене как рок-музыкант.
Стихотворения Валерия Сухарева начали публиковать в городской периодической печати с 1983 года. С тех пор стихотворения его неоднократно появлялись на страницах одесских газет и журналов, в украинских и зарубежных альманахах. В 2008 году произведения вошли в антологию «Украина. Русская поэзия. XX век», изданную в Киеве под редакцией Юрия Каплана, и в Одесскую антологию поэзии «Кайнозойские Сумерки». Публиковался в коллективном поэтическом сборнике «Современность» (Польша, 1992), альманахах «Новое Русское Слово» (Париж), «Крещатик» (Германия), «Дерибасовская — Ришельевская», «Провинция», «Меценат и Мир. Одесские страницы» (Москва) и др. На первый сборник стихов Валерия Сухарева, изданный в Одессе, — «Анонимность пространства» (2000) — дала благословение Анастасия Ивановна Цветаева.
В 2008 году занял третье место в турнире поэтов-одесситов на Международном фестивале русской поэзии «Болдинская осень — 2008». Периодически выступает на вечерах Южнорусского Союза Писателей и других литературных мероприятиях.